# George Whitesides
George McClelland Whitesides (Louisville, 3 de agosto de 1939) é um químico estadunidense.
É professor de química na Universidade Harvard. É conhecido principalmente por trabalhos nas áreas de espectroscopia de ressonância magnética nuclear, química organometálica, autoarranjo molecular, soft litografia, microfabricação, microfluido e nanotecnologia.
Whitesides também é conhecido por seu "outline system"  para escrever artigos científicos. Desde 2009 tem o maior índice h entre todos os químicos vivos.